# ブルゲンラント州の地方自治体
ブルゲンラント州の地方自治体
ブルゲンラント州の171のゲマインデ（地方自治体）の一覧：
| - アンダウ Andau - アンタウ Antau - アペトロン Apetlon | - バート・ザウアーブルン Bad Sauerbrunn - ザウアーブルン Sauerbrunn - バート・タッツマンスドルフ Bad Tatzmannsdorf - ヨールマンスドルフ Jormannsdorf - ズルツリーゲル Sulzriegel - バーダースドルフ Badersdorf - バウムガルテン Baumgarten - ベルンシュタイン・イム・ブルゲンラント Bernstein im Burgenland - ドライヒュッテン Dreihütten - レードルシュラーク Redlschlag - レッテンバハ Rettenbach - シュトゥーベン Stuben - ビルダイン Bildein - オーバービルダイン Oberbildein - ウンタービルダイン Unterbildein - ボックスドルフ Bocksdorf - ブライテンブルン Breitenbrunn - ブルックノイドルフ Bruckneudorf （ブルック・アン・デア・ライタのブルゲンラント側） - カイザーシュタインブルッフ Kaisersteinbruch - ブルガウベルク＝ノイダウベルク Burgauberg-Neudauberg - ブルガウベルク Burgauberg - ノイダウベルク Neudauberg | - ドイチュ・ヤールンドルフ Deutsch Jahrndorf - ドイチュ・カルテンブルン Deutsch Kaltenbrunn - ローアブルン Rohrbrunn - ドイチュ・シュッツェン＝アイゼンベルク Deutsch Schützen-Eisenberg - ドイチュ・シュッツェン Deutsch Schützen - アイドリッツ Edlitz - アイゼンベルク・アン・デア・ピンカ Eisenberg an der Pinka - ヘル Höll - ザンクト・カトライン・イム・ブルゲンラント St. Kathrein im Burgenland - ドイチュクロイツ Deutschkreutz - ギルム Girm - ドンナースキルヒェン Donnerskirchen - ドラースブルク Draßburg - ドラースマルクト Draßmarkt - カルル (ドラースマルクト) Karl - オーバーラーブニッツ Oberrabnitz |
| - エーベラウ Eberau - ガース Gaas - クロアーティシュ・エーレンドルフ Kroatisch Ehrensdorf - クルム Kulm - ヴィンテン Winten - エーデルスタール Edelstal - アイゼンシュタット Eisenstadt - オーバーベルク＝アイゼンシュタット（オーバーベルク） Oberberg-Eisenstadt - ウンターベルク・アイゼンシュタット（ウンターベルク） Unterberg-Eisenstadt - クラインヘーフライン・イム・ブルゲンラント Kleinhöflein im Burgenland - ザンクト・ゲオルゲン・イム・ライタゲビルゲ St. Georgen am Leithagebirge - エルテンドルフ Eltendorf - エルテンドルフ Eltendorf - ツァーリング Zahling | - フォルヒテンシュタイン Forchtenstein - フォルヒテナウ Forchtenau - ノイシュティフト・アン・デア・ロザーリア Neustift an der Rosalia - フランケナウ＝ウンタープレンドルフ Frankenau-Unterpullendorf - フランケナウ Frankenau - グロースペータースドルフ Großpetersdorf - クラインペータースドルフ Kleinpetersdorf - オーバープレンドルフ Oberpullendorf - フラウエンキルヒェン Frauenkirchen | - ガッテンドルフ Gattendorf - ゲーラースドルフ＝ズルツ Gerersdorf-Sulz - ゲーラースドルフ・バイ・ギュッシング Gerersdorf bei Güssing - レーグラーベン Rehgraben - ズルツ・イム・ブルゲンラント Sulz im Burgenland - ゴルス Gols - グラーフェンシャッヘン Grafenschachen - クロイゼック Kroisegg - グロースヘーフライン/ナジヘフラーニ Großhöflein / Nagyhöflány - グロースミュルビッシュ Großmürbisch - グロースペータースドルフ Großpetersdorf - クラインペータースドルフ Kleinpetersdorf - クラインツィッケン Kleinzicken - ミードリングスドルフ Miedlingsdorf - ヴェルガースドルフ Welgersdorf - グロースヴァラスドルフ Großwarasdorf/Veliki Borištof - クラインヴァラスドルフ Kleinwarasdorf - ネーバースドルフ Nebersdorf - ギュッシング Güssing - グラージング Glasing - クロッテンドルフ・バイ・ギュッシング Krottendorf bei Güssing - ザンクト・ニーコラウス St. Nikolaus - シュタイングラーベン Steingraben - ウルバースドルフ Urbersdorf - ギュッテンバハ Güttenbach |
| - ハッカーベルク Hackerberg - ハルプトゥルン Halbturn - ハンナースドルフ Hannersdorf - ブルク Burg - ヴォッペンドルフ Woppendorf - ハイリゲンブルン Heiligenbrunn - ドイチュ・ビーリング Deutsch Bieling - ハーゲンドルフ・イム・ブルゲンラント Hagensdorf im Burgenland - リュージング Luising - ライナースドルフ Reinersdorf - ハイリゲンクロイツ・イム・ラフニッツタール Heiligenkreuz im Lafnitztal - ポッペンドルフ・イム・ブルゲンラント Poppendorf im Burgenland - ホイグラーベン Heugraben - ヒルム Hirm - ホリチョン Horitschon / Haracson - ウンターペータースドルフ Unterpetersdorf - ホルンシュタイン Hornstein | - イルミッツ Illmitz - インツェンホーフ Inzenhof | - ヤービング Jabing - イェンナースドルフ Jennersdorf - グリーセルシュタイン Grieselstein - ヘンドルフ・イム・ブルゲンラント Henndorf im Burgenland - ラックス Rax - ヨイス Jois |
| - カイザースドルフ Kaisersdorf - ケメーテン Kemeten - キットゼー Kittsee - クラインミュルビッシュKleinmürbisch - クランヴァラスドルフ Kleinwarasdorf - クリンゲンバハ Klingenbach - コーバースドルフ Kobersdorf - リントグラーベン Lindgraben - オーバーペータースドルフ Oberpetersdorf - コーフィディシュ Kohfidisch - ハルミッシュ Harmisch - キリヒフィディシュ Kirchfidisch - ケーニヒスドルフ Königsdorf - クレンスドルフ Krensdorf - クークミルン Kukmirn - アイゼンヒュットル Eisenhüttl - リンバハ Limbach - ノイジードル・バイ・ギュッシング Neusiedl bei Güssing | - ラッケンバハ Lackenbach - ラッケンドルフ Lackendorf - ライタプローダースドルフ Leithaprodersdorf - リッツェルスドルフ Litzelsdorf - ロッケンハウス Lockenhaus - グラースヒュッテン・バイ・ランデック Glashütten bei Langeck - ハンマータイヒ Hammerteich - ホーホシュトラース Hochstraß - ランゲック Langeck - ロイパースバハ・イム・ブルゲンラント Loipersbach im Burgenland - ロイパースバハ Loipersbach - ロイパースドルフ・キッツラーデン Loipersdorf-Kitzladen - キッツラーデン Kitzladen - ロイパースバハ・イム・ブルゲンラント Loipersdorf im Burgenland - ロレット Loretto - ルッツマンスブルク Lutzmannsburg - シュトレーバースドルフ Strebersdorf | - マンナースドルフ・アン・デア・ラーブニッツ Mannersdorf an der Rabnitz - クロースターマリエンベルク Klostermarienberg - ラッタースドルフ＝リービング Rattersdorf-Liebing - ウンターロイスドルフ Unterloisdorf - マリーアスドルフ Mariasdorf - ベルクヴェルク Bergwerk - グロードナウ Grodnau - ノイシュティフト・バイ・シュライニング Neustift bei Schlaining - タウヘン Tauchen - マルクト・アルハウ Markt Allhau - ブーフシャッヘン Buchschachen - アルハウ・マルクト Allhau Markt - マルクト・ノイホディス Markt Neuhodis - アルトホディス Althodis - ノイホディス・マルクト Neuhodis Markt - マルクト・ザンクト・マルティーン Markt St. Martin - ラントゼー Landsee - ノイドルフ・バイ・ラントゼー Neudorf bei Landsee - マルクト・ザンクト・マルティーン St. Martin - マルツ Marz - マタースブルク Mattersburg - ヴァルバースドルフ Walbersdorf - ミニホーフ＝リーバウ Minihof-Liebau - タウカ Tauka - ヴィンディッシュ・ミニホーフ Windisch Minihof - ミッシェンドルフ Mischendorf - グロースバハゼルテン Großbachselten - クラインバハゼルテン Kleinbachselten - コーテツィッケン Kotezicken - ノイハウス・イン・デア・ヴァルト Neuhaus in der Wart - ローアバハ・アン・デア・タイヒ Rohrbach an der Teich - モーガースドルフ Mogersdorf - ドイチュ・ミニホーフ Deutsch Minihof - ヴァレンドルフ Wallendorf - メンヒホーフ Mönchhof - メルビッシュ・アム・ゼー Mörbisch am See - モッシェンドルフ Moschendorf - ミュールグラーベン Mühlgraben - ミュレンドルフ Müllendorf |
| - ネッケンマルクト Neckenmarkt - ハッシェンドルフ・バイ・ネッケンマルクト Haschendorf - ノイベルク・イム・ブルゲンラント Neuberg im Burgenland - ノイベルク Neuberg - ノイドルフ Neudorf - ノイドルフ・バイ・パルンドルフ Neudorf bei Parndorf - ノイドルフル Neudörfl - ノイフェルト・アン・デア・ライタ Neufeld an der Leitha - ノイハウス・アム・クラウゼンバハ Neuhaus am Klausenbach（cf.ノイハウス） - ボーニスドルフ Bonisdorf - カルヒ Kalch - クロッテンドルフ・バイ・ノイハウス Krottendorf bei Neuhaus - ノイジードル・アム・ゼー/ネジデール Neusiedl am See - ノイシュティフト・アン・デア・ラフニッツ Neustift an der Lafnitz（cf.ノイシュティフト） - ノイシュティフト・バイ・ギュッシング Neustift bei Güssing - ノイタール Neutal - ニッケルスドルフ Nickelsdorf - ニキッチ Nikitsch - クロアーティッシュ・ゲーレスドルフ Kroatisch Geresdorf - クロアーティッシュ・ミニホーフ Kroatisch Minihof | - オーバードルフ・イム・ブルゲンラント Oberdorf im Burgenland - オーバードルフ Oberdorf - オーバーロイスドルフ Oberloisdorf - オーバープレンドルフ Oberpullendorf - ミッタープレンドルフ Mitterpullendorf - オーバーシュッツェン Oberschützen - アッシャウ Aschau - シュミードライト Schmiedrait - ウンターシュッツェン Unterschützen - ヴィラースドルフ Willersdorf - オーバーヴァルト Oberwart - ザンクト・マルティーン・イン・デア・ヴァルト St. Martin in der Wart - オッガウ・アム・ノイジードラー・ゼー Oggau am Neusiedler See - オルベンドルフ Olbendorf - オラースドルフ・イム・ブルゲンラント Ollersdorf im Burgenland - オラースドルフ Ollersdorf - オスリプ Oslip/Uzlop | - パーマ (ブルゲンラント州) Pama - パムハーゲン Pamhagen - パルンドルフ Parndorf - ピルガースドルフ Pilgersdorf - ブーベンドルフ Bubendorf - ドイチュ・ゲーリスドルフ Deutsch Gerisdorf - コーグル Kogl - レーベンブルン Lebenbrunn - ザルマンスドルフ Salmannsdorf - シュタインバハ Steinbach - ピンカフェルト/ピンカフェー Pinkafeld / Pinkafő - ホーハルト Hochart - ピリングスドルフ Piringsdorf - ポーダースドルフ Podersdorf am See - ペッテルスドルフ Pöttelsdorf - ペッチング Pöttsching（地名はペチェネグ人に因む） - ポッツノイジードル Potzneusiedl - プールバハ・アム・ノイジードラー・ゼー Purbach am Neusiedler See |
| - ライディング/ドボルヤーン Raiding / Doborján - ラウフヴァルト Rauchwart - レヒニッツ Rechnitz / Rohonc - リードリングスドルフ Riedlingsdorf - リッツィング Ritzing - ローア・イム・ブルゲンラント Rohr im Burgenland - ローアバハ・バイ・マタースブルク Rohrbach bei Mattersburg - ローテントゥルム・アン・デア・ピンカ Rotenturm an der Pinka - シゲト・イン・デア・ヴァルト Siget in der Wart - シュピッツツィッケン Spitzzicken - ルーダースドルフ Rudersdorf - ドーバースドルフ Dobersdorf - ルスト Rust | - ザンクト・アンドレー・アム・ツィックゼー St. Andrä am Zicksee - ザンクト・アンドレー St. Andrä - ザンクト・マルガレーテン・イム・ブルゲンラント Sankt Margarethen im Burgenland - ザンクト・マルガレーテン St. Margarethen - ザンクト・マルティーン・アン・デア・ラープ Sankt Martin an der Raab - ドイバー Doiber - グリッチ Gritsch - ノイマルクと・アン・デア・ラープ Neumarkt an der Raab - オーバードローゼン Oberdrosen - ヴェルテン Welten - ザンクト・ミヒャエル・イム・ブルゲンラント Sankt Michael im Burgenland - ガミッシュドルフ Gamischdorf - シャレンドルフ・イム・ブルゲンラント Schallendorf im Burgenland - シャッヘンドルフ Schachendorf - デュルンバハ Dürnbach - シャンドルフ Schandorf - シャッテンドルフ Schattendorf - シュッツェン・アム・ゲビルゲ Schützen am Gebirge - ジーゲンドルフ Siegendorf - ジークグラーベン Sieggraben - ジグレース Sigleß - シュタットシュライニング Stadtschlaining（cf.シュライニング Schlaining） - アルトシュライニング Altschlaining - ドゥルムリング Drumling - ゴーバーリング Goberling - ノイマルクト・イム・タウヘンタール Neumarkt im Tauchental - シュテーガースバハ Stegersbach - シュタインベルク＝デルフル Steinberg-Dörfl - デルフル Dörfl - シュタインベルク Steinberg - シュタインブルン Steinbrunn - シュティナツ Stinatz/Štinjaki - シュトープ Stoob - シュトッツィング Stotzing - シュトレーム Strem - ドイチュ・エーレンスドルフ Deutsch Ehrensdorf - シュタインフルト Steinfurt - ズメーテンドルフ Sumetendorf | - タッテン/モションテーテーニ Tadten/Mosontétény - トバイ Tobaj - ドイチュ・チャンチェンドルフ Deutsch Tschantschendorf - ハーゼンドルフ・イム・ブルゲンラント Hasendorf im Burgenland - クロアーティシュ・チェンチェンドルフ Kroatisch Tschantschendorf - プーニッツ Punitz - トゥーダースドルフ Tudersdorf - トラウスドルフ・アン・デア・ピンカ Trausdorf an der Wulka/Trajštof - チャーニグラーベン Tschanigraben |
| - ウンターフラウエンハイト Unterfrauenhaid - ウンターコールシュテッテン Unterkohlstätten - グラースヒュッテン・バイ・シュライニング Glashütten bei Schlaining - ギュンゼック Günseck - ホルツシュラーク Holzschlag - オーバーコールシュテッテン Oberkohlstätten - ウンターラーブニッツ＝シュヴェントグラーベン Unterrabnitz-Schwendgraben - シュヴェントグラーベン Schwendgraben - ウンターラーブニッツ Unterrabnitz - ウンターヴァルト Unterwart - アイゼンツィッケン Eisenzicken | - ヴァレルン・イム・ブルゲンラント Wallern im Burgenland - ヴァイクセルバウム Weichselbaum - クロボテック Kroboteck - ローゼンドルフ Rosendorf - ヴァイデン・アム・ゼー Weiden am See - ヴァイデン・バイ・レヒニッツ Weiden bei Rechnitz - アラースドルフ Allersdorf - アラースグラーベン Allersgraben - メンヒマイアーホーフ Mönchmeierhof - ポドゴリア Podgoria - ポードラー Podler - ラウリーゲル Rauhriegel - ルンパースドルフ Rumpersdorf - ツーバーバハ Zuberbach - ヴァイングラーベン Weingraben - ヴェッパースドルフ Weppersdorf - カルクグルーベン Kalkgruben - チュルンドルフ Tschurndorf - ヴィーゼン Wiesen - ヴィースフレック Wiesfleck - シェーンヘルン Schönherrn - シュラーバースドルフ Schreibersdorf - ヴァインベルク・イム・ブルゲンラント Weinberg im Burgenland（cf.ヴァインベルク） - ヴィンパッシング・アン・デア・ライタ Wimpassing an der Leitha - ヴィンデン・アム・ゼー Winden am See - ヴィンデン Winden - ヴォルファウ Wolfau - ヴェルターベルク Wörterberg - ヴルカプローダースドルフ Wulkaprodersdorf | - ツァーガースドルフ Zagersdorf - ツェーメンドルフ＝シュテッテラ Zemendorf-Stöttera - シュテッテラ Stöttera - ツェーメンドルフ Zemendorf - ツィリングタール Zillingtal - ツルンドルフ Zurndorf |